# Сквамеллярия
Сквамеллярия (лат. Squamellaria) — род травянистых растений семейства Мареновые (Rubiaceae).

## Описание
Эпифиты. Мирмекофиты, некоторые виды (Squamellaria grayi, Squamellaria huxleyana, Squamellaria imberbis, Squamellaria major, Squamellaria thekii и Squamellaria wilsonii) находятся в уникальных «сельскохозяйственных» мутуалистических отношениях с муравьём Philidris nagasau.

## Виды
Род включает 12 видов:
- Squamellaria grayi Chomicki & Wistuba (2016)
- Squamellaria guppyana (Becc.) Chomicki (2016) — эндемик Соломоновых Островов
- Squamellaria huxleyana Chomicki (2016)
- Squamellaria imberbis (A.Gray) Becc. (1886) typus
- Squamellaria jebbiana Chomicki (2016)
- Squamellaria kajewskii (Merr. & L.M.Perry) Chomicki (2016) — эндемик Соломоновых Островов
- Squamellaria major A.C.Sm. (1967)
- Squamellaria tenuiflora (Becc.) Chomicki (2016)
- Squamellaria thekii Jebb (1991)
- Squamellaria vanuatuensis Jebb & C.R.Huxley ex Chomicki & S.S.Renner (2016) — эндемик Вануату
- Squamellaria wilkinsonii (Horne ex Baker) Chomicki (2016)
- Squamellaria wilsonii (Horne ex Baker) Becc. (1886)

Остальные виды — эндемики Фиджи.